# Estiris

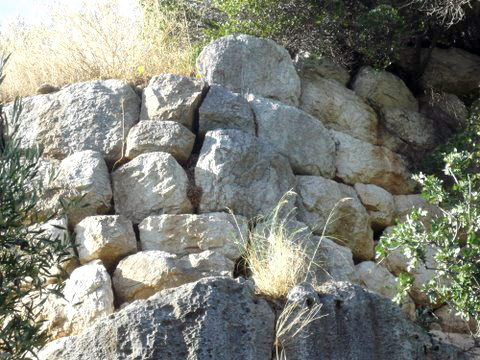
Restos de la antigua Estiris.

Estiris (en griego, Στείριδα) es el nombre de una antigua ciudad griega de Fócide.

## Localización

Mapa de la zona de Grecia central donde se ubican algunas de las principales ciudades de la antigua Fócida. Estiris estaba situada al sur.

Sus restos se encuentran en una colina llamada Paleojora, situada al suroeste de Lebadea y al sureste de Dístomo, cerca de una población que conserva su antiguo nombre.

## Descripción de Pausanias
Pausanias, que la ubica a sesenta estadios de Ambroso, menciona que sus habitantes no se consideraban de origen focidio sino ateniense y que sus primitivos fundadores habían sido atenienses del demo de Estireos, de donde procedía el nombre de la ciudad de Estiris, que habían acompañado a Peteo cuando este fue expulsado de Atenas por Egeo. El mismo autor añade que Estiris se encontraban en una montaña por lo que carecían de agua en verano ya que los pozos no daban agua potable, sino que solo podía ser usada para bañarse y para el ganado. Para conseguir agua potable tenían que bajar a un manantial situado a una distancia de cuatro estadios. En Estiris había un santuario de Deméter Estíride hecho de adobe y que tenía una imagen de mármol pentélico que la representaba portando unas antorchas. En el mismo santuario había además otra imagen más antigua de la diosa.

## Convenio con Medeón

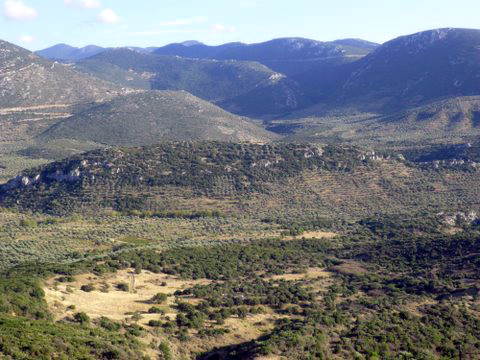
Colina donde se ubican los restos de la ciudad de Estiris.

Se conserva una inscripción fechada en el siglo II a. C. de una unión política y religiosa (sympoliteia) entre Medeón y Estiris, en el que ambas ciudades contaban con el beneplácito de la confederación focidia. El acuerdo se inscribió en una estela dentro del templo de Atenea Cranea, en la ciudad de Elatea. Se conserva el nombre del estratego de la federación, que era Zeuxis; además una copia sellada debía ser custodiada por un ciudadano de Lilea llamado Trasón y había tres personas que actuaban de testigos procedentes de diferentes ciudades focidias, Titorea, Elatea y Lilea. La unión incluía los santuarios, el territorio, la polis y los puertos. 
A partir de la formalización del tratado los medeonitas estarán con los estireos en condiciones de igualdad y tendrán asambleas y magistrados comunes. No es una fusión completa de ambas ciudades: Estiris es la ciudad principal pero los de Medeón podrán designar un hierotamía que será el que realizará los sacrificios según la ley de Medeón y que tendrá competencias judiciales junto a los arcontes de Estiris y podrá votar. Los que han sido magistrados en Medeón no estarán obligados a serlo en Estiris a no ser que lo decidan ellos mismos de forma voluntaria. La administración de los santuarios de Medeón se llevará a cabo según la ley de Medeón y el territorio será común. 

Esta inscripción fue encontrada en la colina de Palaiochora.